# المتهم (الموسم الثاني)
المتهم هو برنامج تلفزيوني حواري أسبوعي يقدمه رودولف هلال ورجا ناصر الدين على شاشتي المؤسسة اللبنانية للإرسال وقناة الانتشار اللبناني  . انطلق موسمه الثاني في 19 أكتوبر 2014 باستضافة هيفاء وهبي.

## ضيوف الحلقات
1. هيفاء وهبي
2. نادين الراسي
3. وائل جسار
4. شمس (مغنية)
5. أمل حجازي
6. عاصي الحلاني